# غوتفريد فون دير غولتز
غوتفريد فون دير غولتز (بالنرويجية البوكمول: Gottfried von der Goltz؛ بالألمانية: Gottfried von der Goltz) هو موزع وموسيقي وأستاذ جامعي ألماني ونرويجي، ولد في 1964 في فورتسبورغ في ألمانيا.

## وصلات خارجية
- غوتفريد فون دير غولتز على موقع ميوزك برينز (الإنجليزية)
- غوتفريد فون دير غولتز على موقع ديسكوغز (الإنجليزية)